# Чагама водопад
Чагама водопад (茶釜の滝 Chagama-no-taki) је водопад у вароши Казуно, Префектура Акита, Јапан, на реци Јонеширо.
То је један од водопада у публикацији "Јапанских топ 100 водопада", објављеној од стране јапанског Министарства за заштиту животне средине 1990. године.
Водопад има висину од 100 метара, што га чини једним од највиших на листи од 100 водопада, као и најудаљенији од путева, што захтева пешачење од 5,5 km преко веома неприступачног терена да би се водопад посетио.